# Pentolinium
Pentolinium là một chất ngăn chặn hạch, hoạt động như một chất đối kháng thụ thể acetylcholine nicotinic. Công thức như muối tartrate pentolinium, nó còn được gọi là Ansolysen. Nó có thể được sử dụng như một loại thuốc hạ huyết áp trong khi phẫu thuật hoặc để kiểm soát các cơn khủng hoảng tăng huyết áp. Nó hoạt động bằng cách liên kết với thụ thể acetylcholine của các dây thần kinh adrenergic và do đó ức chế sự giải phóng noradrenaline và adrenaline. Ngăn chặn thụ thể này dẫn đến thư giãn cơ trơn và giãn mạch.

## Tổng quan
Công thức phân tử của nó là (C15H32N2) 2+.

## Đường dùng và liều
Pentolinium có thể dùng đường uống (20 mg ba lần một ngày), tiêm bắp, hoặc tiêm tĩnh mạch.

## Sử dụng
Pentolinium và hexamethonium kết hợp với Rauwolfia đã được báo cáo vào năm 1955 là có hiệu quả trong điều trị ngoại trú đối với tăng huyết áp từ trung bình đến nặng, với việc giảm huyết áp ổn định nhưng có những tác dụng không đáng kể do sử dụng hexamethonium. Pentolinium đã được báo cáo để cung cấp phong tỏa hạch kéo dài hơn và có tác dụng không mong muốn ít nghiêm trọng hơn hexamethonium.